# Фінал кубка Англії з футболу 1952
Фінал кубка Англії з футболу 1952 — 71-й фінал найстарішого футбольного кубка у світі. Учасниками фіналу були «Ньюкасл Юнайтед» і «Арсенал». Володарем кубкового трофею вдруге поспіль став «Ньюкасл Юнайтед».

## Шлях до фіналу
| «Ньюкасл Юнайтед»   | «Ньюкасл Юнайтед» | «Ньюкасл Юнайтед»                                                 | Раунд           | «Арсенал»       | «Арсенал» | «Арсенал»                                                         |
| ------------------- | ----------------- | ----------------------------------------------------------------- | --------------- | --------------- | --------- | ----------------------------------------------------------------- |
| Суперник            | Результат         | Матчі                                                             |                 | Суперник        | Результат | Матчі                                                             |
| «Астон Вілла»       | 4—2               | 4—2 вдома                                                         | Третій раунд    | «Норвіч Сіті»   | 5—0       | 5—0 на виїзді                                                     |
| «Тоттенгем Готспур» | 3—0               | 3—0 на виїзді                                                     | Четвертий раунд | «Барнслі»       | 4—0       | 4—0 вдома                                                         |
| «Свонсі Сіті»       | 1—0               | 1—0 на виїзді                                                     | П'ятий раунд    | «Лейтон Орієнт» | 3—0       | 3—0 на виїзді                                                     |
| «Портсмут»          | 4—2               | 4—2 на виїзді                                                     | Шостий раунд    | «Лутон Таун»    | 3—2       | 3—2 на виїзді                                                     |
| «Блекберн Роверз»   | 2—1               | 0—0 на нейтральному полі, 2—1 на нейтральному полі (перегравання) | 1/2 фіналу      | «Челсі»         | 4—1       | 1—1 на нейтральному полі, 3—0 на нейтральному полі (перегравання) |

## Матч
| 3 травня 1952 |

| Ньюкасл Юнайтед | 1:0      | Арсенал |
| --------------- | -------- | ------- |
| Х.Робледо 84'   | Протокол |         |

| Вемблі, Лондон Глядачів: 100 000 Арбітр: Артур Елліс |

|  |  |

|                  |  |               |  |
|                  |  |               |  |
| В                |  | Ронні Сімпсон |  |
| З                |  | Альф Макмайкл |  |
| З                |  | Боббі Кауелл  |  |
| ПЗ               |  | Тед Робледо   |  |
| ПЗ               |  | Френк Бреннан |  |
| ПЗ               |  | Джо Гарві (к) |  |
| Н                |  | Боббі Мітчелл |  |
| Н                |  | Хорхе Робледо |  |
| Н                |  | Джекі Мілберн |  |
| Н                |  | Біллі Фолкс   |  |
| Н                |  | Томмі Вокер   |  |
| Головний тренер: |  |               |  |
| Стен Сеймур      |  |               |  |

|                  |  |                |  |
|                  |  |                |  |
| В                |  | Джордж Свіндін |  |
| З                |  | Лайонел Сміт   |  |
| З                |  | Воллі Барнс    |  |
| ПЗ               |  | Джо Мерсер (к) |  |
| ПЗ               |  | Рей Даніель    |  |
| ПЗ               |  | Алекс Форбс    |  |
| Н                |  | Дональд Ропер  |  |
| Н                |  | Дуг Лішман     |  |
| Н                |  | Кліфф Голтон   |  |
| Н                |  | Джиммі Лоугі   |  |
| Н                |  | Фредді Кокс    |  |
| Головний тренер: |  |                |  |
| Том Віттейкер    |  |                |  |